# Socaire
En su general significado socaire viene a ser, en casi todos los casos en que se emplea esta voz, como abrigo, resguardo, defensa, etc. 
Así el abrigo de un cabo o punta de tierra y el de cualquiera otra cosa que defiende del viento o intemperie aun a las personas, se dice indistintamente socaire; el que forma una vela por su revés o por sotavento, es también socaire; lo es igualmente el resguardo que presta al marinero que aguanta un cabo en cualquier faena, la vuelta que con él toma en un barraganete u otro madero u objeto a propósito, para que no se escurra con la fuerza que manda
Asimismo, llaman muchos socaire a la parte que no sufre o no trabaja en cualquier cabo, bien sea la que está en banda o bien la que resta desde donde está amarrado hasta su extremo. Y, finalmente aun en lo figurado, se dice socaire la calma, quietud o tranquilidad que alguno se procura en la inacción, evadiéndose del trabajo o fatiga en que ve a otros, y esto se expresa con la frase de aguantar socaire, que en el sentido recto significa también mantenerse firme el marinero que tiene en la mano el de un cabo. 
865]

## Expresiones relacionadas
- Ponerse, estar al socaire: situarse o hallarse al abrigo de alguna cosa. También se usa en lo figurado.
- Tomar socaire: dar vuelta con un cabo que trabaja o de que se está tirando, según queda ya dicho.
- Tener el socaire: estar un marinero inteligente destinado a tener segura en sus manos la parte de cabo inmediata al objeto en que se le ha dado vuelta.
- Cobrar el socaire: recoger el seno, o lo que va prestando el cabo de que se hala, rondándolo alrededor del palo a que tiene dada la vuelta
- Arriar sobre socaire.
- Socairero: el marinero que tiene el socaire.